# Piotr Lutyński
Piotr Lutyński (ur. 1962 r. w Tychach) – malarz, rzeźbiarz, performer, muzyk.

## Życiorys
Ukończył Państwowe Liceum Sztuk Plastycznych im. A. Kenara w Zakopanem, a potem studia na Wydziale Pedagogiczno–Artystycznym Filii Uniwersytetu Śląskiego w Cieszynie. Mieszka i pracuje w Krakowie.
Jest członkiem Stowarzyszenia Otwarta Pracownia. Realizuje pokazy muzyczno-wizualne, w których uczestniczą żywe zwierzęta. Zestawia je z malarskimi kompozycjami, rzeźbami, poezją i muzyką. Jest współtwórcą zespołu muzycznego Rdzeń 69 i performansu muzycznego Ryszard Krynicki & Rdzeń 2. Organizuje również akcje w przestrzeni miast polegające na interdyscyplinarnym koncercie połączonym z akcją artystyczną takie jak: Projekt KR736EJ.
Jego prace znajdują się  w kolekcjach: Muzeum Narodowego, Bunkra Sztuki i MOCAK-u w Krakowie, Muzeum Górnośląskiego w Bytomiu, Podlaskiego Towarzystwa Zachęty Sztuk Pięknych w Białymstoku, Fundacji dla Śląska w Katowicach, Muzeum w Szamotułach, Galerii Foksal w Warszawie, Galerii Starmach w Krakowie, Galerii Muzalewska w Poznaniu, Małopolskiej Fundacji Sztuki Nowoczesnej – Znaki Czasu, MCSW Elektrownia w Radomiu oraz w prywatnych kolekcjach w kraju i za granicą.

## Wybrane wystawy
- 2020: Wielowymiarowość Bunkier Sztuki, Kraków[1]
- 2020: Budda, Mars i Jeleń, Bunkier Sztuki, Kraków[5],
- 2018: Muzeum Sztuki Współczesnej, Ołomuniec
- 2013: Terytorium,  MOCAK, Kraków[6]
- 2007: Second Life, Art in General, New York[6]
- 2005: Muzyka dla ryb Galeria Foksal Warszawa[6]
- 2000: Rdzeń Galeria Zachęta, Warszawa[6]